# 세군다 디비시온 2012-13
세군다 디비시온 2012-13(스페인어: Segunda División de España 2012-13, 협찬사의 이름을 따 리가 아델란테로도 불림)은 스페인 2부 리그의 출범 이래 82번째 시즌이다. 이 시즌은 2012년 8월 17일에 개막하여 2013년 6월 9일에 정규 시즌이 끝났고, 2012년 6월 22일에 승격 플레이오프 결선으로 막을 내렸다.

## 참가 구단

### 참가 구단의 변동
총 22개 구단이 리그에 참가했는데, 이 중 15개 구단은 2011-12 시즌에도 참가한 구단들이며, 4개 구단은 세군다 디비시온 B에서 승격한 구단들이고, 나머지 3개 구단은 라 리가에서 강등당한 구단들이다.
비야레알, 스포르팅 히혼, 그리고 라싱 산탄데르는 전 시즌에 라 리가에서 강등당했다. 비야레알은 12년 만에, 스포르팅 히혼은 4년 만에 강등당했고, 그리고 라싱 산탄데르는 구단 역사상 최장 기간인 10년 만에 라 리가 생존 기록에 마침표를 찍었다. 데포르티보는 전 시즌 리그 1위로 1년 만에 1부 리그로 승격되었고, 셀타 비고도 5년 만에 라 리가 무대를 밟게 되었다. 나머지 라 리가로 승격된 구단은 플레이오프전 승자 바야돌리드로 2년 만에 1부 리그 무대에 복귀했다.
전 시즌 끝에 세군다 디비시온 B로 강등된 구단들로는 비야레알 B, 짐나스틱, 알코야노, 그리고 카르타헤나였다. 이들을 대신해 4개 구단이 세군다 디비시온 B에서 승격되었다: 카스티야는 1조와 우승 결정전에서 우승을 했고, 미란데스는 2조에서 우승하고 플레이오프전 준우승을 거두었고, 플레이오프전 3라운드에서 폰페라디나와 루고가 확정지었다. 폰페라디나는 1년 만에 2부 리그에 복귀했고, 카스티야와 루고는 각각 5년과 19년 만에 2부 리그에 복귀했다. 그리고, 미란데스는 2부 리그 사상 첫 승격을 이룩하였다.
비야레알 B는 강등 순위가 아니였지만, 1군인 비야레알이 1군에서 강등당하면서, 같은 구단주가 운영하는 두 선수단이 같은 리그에 참가할 수 없다는 규정에 따라 비야레알 B는 자동으로 강등당했다.

### 구단별 구장 및 위치
다음 구단들이 2012-13 시즌 세군다 디비시온에 참가했다:
| 구단          | 위치                         | 경기장                   | 관중수 |
| ------------- | ---------------------------- | ------------------------ | ------ |
| 알코르콘      | 알코르콘                     | 산토 도밍고              | 5,400  |
| 알메리아      | 알메리아                     | 지중해 게임 경기장       | 22,000 |
| 바르셀로나 B  | 바르셀로나                   | 미니 에스타디            | 15,276 |
| 코르도바      | 코르도바                     | 누에보 아르캉헬          | 18,280 |
| 엘체          | 엘체                         | 마누엘 마르티네스 발레로 | 36,017 |
| 지로나        | 지로나                       | 몬틸리비                 | 9,500  |
| 과달라하라    | 과달라하라                   | 페드로 에스카르틴        | 8,000  |
| 에르쿨레스    | 알리칸테                     | 호세 리코 페레스         | 30,000 |
| 우에스카      | 우에스카                     | 엘 알코라스              | 5,300  |
| 라스 팔마스   | 라스 팔마스 데 그란 카나리아 | 그란 카나리아            | 31,250 |
| 루고          | 루고                         | 앙초 카로                | 4,800  |
| 미란데스      | 미란다 데 에브로             | 안두바 시립 경기장       | 6,000  |
| 무르시아      | 무르시아                     | 누에바 콘도미나          | 31,179 |
| 누만시아      | 소리아                       | 로스 파하리토스          | 9,025  |
| 폰페라디나    | 폰페라다                     | 엘 토랄린                | 8,800  |
| 라싱 산탄데르 | 산탄데르                     | 엘 사르디네로            | 22,222 |
| 카스티야      | 마드리드                     | 알프레도 디 스테파노     | 12,000 |
| 레크레아티보  | 우엘바                       | 누에보 콜롬비노          | 21,670 |
| 사바델        | 사바델                       | 노바 크레우 알타         | 20,000 |
| 스포르팅 히혼 | 히혼                         | 엘 몰리논                | 30,000 |
| 비야레알      | 비야레알                     | 엘 마드리갈              | 25,000 |
| 헤레스        | 헤레스 데 라 프론테라        | 차핀                     | 20,523 |

### 자치주별 구단
|   | 자치주           | 구단 수 | 구단                                     |
| - | ---------------- | ------- | ---------------------------------------- |
| 1 | 안달루시아       | 4       | 알메리아, 코르도바, 레크레아티보, 헤레스 |
| 2 | 카스티야 이 레온 | 3       | 미란데스, 누만시아, 폰페라디나           |
| 2 | 카탈루냐         | 3       | 바르셀로나 B, 지로나, 사바델             |
| 2 | 발렌시아         | 3       | 엘체, 에르쿨레스, 비야레알               |
| 5 | 마드리드         | 2       | 알코르콘, 카스티야                       |
| 6 | 아라곤           | 1       | 우에스카                                 |
| 6 | 아스투리아스     | 1       | 스포르팅 히혼                            |
| 6 | 카나리아 제도    | 1       | 라스 팔마스                              |
| 6 | 칸타브리아       | 1       | 라싱 산탄데르                            |
| 6 | 카스티야-라 만차 | 1       | 과달라하라                               |
| 6 | 갈리시아         | 1       | 루고                                     |
| 6 | 무르시아         | 1       | 무르시아                                 |

### 구단 인사 및 협찬사
| 구단          | 회장                     | 감독                  | 주장                           | 유니폼 제작사 | 협찬사              |
| ------------- | ------------------------ | --------------------- | ------------------------------ | ------------- | ------------------- |
| 알코르콘      | 훌리안 비예나            | 호세 보르달라스       | 루벤 산스                      | 에레아        | 없음                |
| 알메리아      | 알폰소 가르시아 가바론   | 하비 그라시아         | 코로나                         | 나이키        | 우리크솔닷컴        |
| 바르셀로나 B  | 산드로 로셀              | 에우세비오 사크리스탄 | 일리에 산체스                  | 나이키        | 카타르 재단, UNICEF |
| 코르도바      | 카를로스 곤살레스        | 후안 에스나이데르     | 가스파르 갈베스                | 나이키        | 프린팅 디멘시온     |
| 엘체          | 호세 세풀크레            | 프란 에스크리바       | 세르히오 만테콘                | 아체르비스    | 조세포              |
| 지로나        | 주아킹 부아다스          | 루비                  | 다니 마요                      | 루안비        | RDI                 |
| 과달라하라    | 헤르만 레투에르타 산체스 | 카를로스 테라사스     | 호르헤 마르틴                  | 호마          | 카하 과달라하라     |
| 에르쿨레스    | 헤수스 가르시아 피타르치 | 키케 에르난데스       | 파코 페냐                      | 나이키        | 발렌시아 주         |
| 우에스카      | 페르난도 로스파블로스    | 호르헤 달레산드로     | 호아킨 소리바스                | 베미세르      | 카하 인마쿨라다     |
| 라스 팔마스   | 미겔 앙헬 라미레스       | 세르히오 로브레라     | 다비드 가르시아                | 험멜          | 카하 데 카나리아스  |
| 루고          | 호세 보우소              | 키케 세티엔           | 마누 로드리게스                | 엄브로        | 에스트레야 갈리시아 |
| 미란데스      | 라미로 레부엘타          | 카를로스 포우소       | 이반 아구스틴                  | 베미세르      | 부르고스 도         |
| 무르시아      | 헤수스 삼페르            | 오네시모 산체스       | 리치                           | 호마          | 없음                |
| 누만시아      | 프란시스코 루비오        | 파블로 마친           | 초민 나고레                    | 에레아        | 솔라리그            |
| 폰페라디나    | 호세 페르난데스 니에토   | 클라우디오 바라간     | 마요르                         | 아디다스      | 바이오3             |
| 라싱 산탄데르 | 앙헬 라빈                | 알레한드로 메넨데스   | 마리오 페르난데스 쿠에스타     | 켈미          | 없음                |
| 카스티야      | 니콜라스 마르틴-산스     | 알베르토 토릴         | 나초                           | 아디다스      | 브윈                |
| 레크레아티보  | 파블로 코마스-마타       | 세르히 바르후안       | 다비드 코르콜레스              | 험멜          | 카하솔              |
| 사바델        | 주안 소테라스            | 류이스 카레라스       | 아구스틴 페르난데스            | 켈미          | 없음                |
| 스포르팅 히혼 | 마누엘 베가-아랑고       | 호세 라몬 산도발      | 로베르토 카네야                | 카파          | 히혼 / 아스투리아스 |
| 비야레알      | 페르난도 로이그          | 마르셀리노            | 마르코스 세나, 브루노 소리아노 | 엑스테프      | 없음                |
| 헤레스        | 라파엘 마테오스          | 카를로스 리오스       | 헤수스 멘도사                  | 세후도        | 카하솔              |

### 감독 교체
| 구단          | 해임 감독              | 해임 사유           | 해임 일자        | 취임 감독             | 취임 일자        | 리그 순위    |
| ------------- | ---------------------- | ------------------- | ---------------- | --------------------- | ---------------- | ------------ |
| 라싱 산탄데르 | 알바로 세르베라        | 계약 만료           | 2012년 5월 12일  | 후안 카를로스 운수에  | 2012년 5월 19일  | 1부 20위     |
| 비야레알      | 미겔 앙헬 로티나       | 계약 만료           | 2012년 5월 16일  | 마누엘 프레시아도     | 2012년 6월 6일   | 1부 18위     |
| 스포르팅 히혼 | 하비에르 클레멘테      | 계약 만료           | 2012년 5월 17일  | 마놀로 산체스         | 2012년 5월 17일  | 1부 19위     |
| 레크레아티보  | 후안 마누엘 로드리게스 | 계약 만료           | 2012년 6월 30일  | 세르히 바르후안       | 2012년 5월 29일  | 전 시즌 17위 |
| 비야레알      | 마누엘 프레시아도      | 급사                | 2012년 6월 7일   | 훌리오 벨라스케스     | 2012년 6월 14일  | 1부 18위     |
| 라스 팔마스   | 후안 마누엘 로드리게스 | 계약 만료           | 2012년 6월 30일  | 세르히오 로브레라     | 2012년 6월 17일  | 전 시즌 9위  |
| 지로나        | 하비 살라메로          | 계약 만료           | 2012년 6월 30일  | 루비                  | 2012년 6월 8일   | 전 시즌 15위 |
| 알메리아      | 에스테반 비고          | 계약 만료           | 2012년 6월 30일  | 하비 그라시아         | 2012년 6월 12일  | 전 시즌 7위  |
| 엘체          | 세사르 페란도          | 계약 만료           | 2012년 6월 30일  | 프란 에스크리바       | 2012년 6월 12일  | 전 시즌 10위 |
| 코르도바      | 파코 헤메스            | 계약 만료           | 2012년 6월 30일  | 라파엘 베르헤스       | 2012년 6월 13일  | 전 시즌 5위  |
| 우에스카      | 키케 에르난데스        | 계약 만료           | 2012년 6월 30일  | 파브리 곤살레스       | 2012년 6월 16일  | 전 시즌 13위 |
| 무르시아      | 이냐키 알론소          | 상호 계약 해지      | 2012년 6월 30일  | 구스타보 시비에로     | 2012년 7월 4일   | 전 시즌 18위 |
| 알코르콘      | 후안 안토니오 앙켈라   | 계약 만료           | 2012년 6월 30일  | 호세 보르달라스       | 2012년 6월 26일  | 전 시즌 4위  |
| 헤레스        | 비센테 모레노          | 계약 만료           | 2012년 6월 30일  | 에스테반 비고         | 2012년 7월 4일   | 전 시즌 14위 |
| 우에스카      | 파브리 곤살레스        | 상호 계약 해지      | 2012년 8월 7일   | 안토니오 칼데론       | 2012년 8월 8일   | 전 시즌 13위 |
| 라싱 산탄데르 | 후안 카를로스 운수에   | 경질                | 2012년 8월 13일  | 파브리 곤살레스       | 2012년 8월 14일  | 1부 20위     |
| 스포르팅 히혼 | 마놀로 산체스          | 경질                | 2012년 10월 18일 | 호세 라몬 산도발l     | 2012년 10월 18일 | 17위         |
| 에르쿨레스    | 후안 카를로스 망디아   | 경질                | 2012년 10월 22일 | 키케 에르난데스       | 2012년 10월 22일 | 20위         |
| 우에스카      | 안토니오 칼데론        | 경질                | 2012년 12월 10일 | 앙헬 로요 (감독 대행) | 2012년 12월 11일 | 19위         |
| 라싱 산탄데르 | 파브리 곤살레스        | 경질                | 2012년 12월 11일 | 호세 아우렐리오 가이  | 2012년 12월 12일 | 20위         |
| 우에스카      | 앙헬 로요              | 감독 대행 임기 종료 | 2012년 12월 25일 | 호르헤 달레산드로     | 2012년 12월 25일 | 20위         |
| 비야레알      | 훌리오 벨라스케스      | 경질                | 2013년 1월 13일  | 마르셀리노            | 2013년 1월 14일  | 7위          |
| 무르시아      | 구스타보 시비에로      | 경질                | 2013년 2월 4일   | 오네시모 산체스       | 2013년 2월 4일   | 17위         |
| 헤레스        | 에스테반 비고          | 경질                | 2013년 2월 18일  | 카를로스 리오스       | 2013년 2월 20일  | 22위         |
| 라싱 산탄데르 | 호세 아우렐리오 가이   | 경질                | 2013년 3월 5일   | 알레한드로 메넨데스   | 2013년 3월 5일   | 20위         |
| 코르도바      | 라파엘 베르헤스        | 경질                | 2013년 4월 8일   | 후안 에스나이데르     | 2013년 4월 8일   | 9위          |

## 리그 순위

### 최종 순위
| 순위 | 팀                | 경기 | 승 | 무 | 패 | 득 | 실 | 차  | 승점 | 승격, 참가 자격 및 강등    |
| ---- | ----------------- | ---- | -- | -- | -- | -- | -- | --- | ---- | -------------------------- |
| 1    | 엘체 (C, P)       | 42   | 23 | 13 | 6  | 54 | 27 | +27 | 82   | 라 리가로 승격             |
| 2    | 비야레알 (P)      | 42   | 21 | 14 | 7  | 68 | 38 | +30 | 77   | 라 리가로 승격             |
| 3    | 알메리아 (P)      | 42   | 22 | 8  | 12 | 72 | 50 | +22 | 74   | 승격 플레이오프전 진출     |
| 4    | 지로나            | 42   | 21 | 8  | 13 | 74 | 56 | +18 | 71   | 승격 플레이오프전 진출     |
| 5    | 알코르콘          | 42   | 21 | 6  | 15 | 57 | 55 | +2  | 69   | 승격 플레이오프전 진출     |
| 6    | 라스 팔마스       | 42   | 18 | 12 | 12 | 62 | 55 | +7  | 66   | 승격 플레이오프전 진출     |
| 7    | 폰페라디나        | 42   | 19 | 9  | 14 | 57 | 50 | +7  | 66   |                            |
| 8    | 카스티야          | 42   | 17 | 8  | 17 | 80 | 62 | +18 | 59   |                            |
| 9    | 바르셀로나 B      | 42   | 15 | 12 | 15 | 76 | 71 | +5  | 57   |                            |
| 10   | 스포르팅 히혼     | 42   | 15 | 11 | 16 | 60 | 53 | +7  | 56   |                            |
| 11   | 루고              | 42   | 15 | 11 | 16 | 46 | 54 | −8  | 56   |                            |
| 12   | 누만시아          | 42   | 13 | 16 | 13 | 53 | 55 | −2  | 55   |                            |
| 13   | 레크레아티보      | 42   | 15 | 9  | 18 | 46 | 57 | −11 | 54   |                            |
| 14   | 코르도바          | 42   | 15 | 9  | 18 | 55 | 55 | 0   | 54   |                            |
| 15   | 미란데스          | 42   | 13 | 13 | 16 | 35 | 51 | −16 | 52   |                            |
| 16   | 사바델            | 42   | 14 | 10 | 18 | 54 | 69 | −15 | 52   |                            |
| 17   | 에르쿨레스        | 42   | 13 | 11 | 18 | 43 | 53 | −10 | 50   |                            |
| 18   | 과달라하라 (R)    | 42   | 12 | 14 | 16 | 46 | 53 | −7  | 50   | 세군다 디비시온 B로 강등   |
| 19   | 무르시아          | 42   | 12 | 11 | 19 | 43 | 56 | −13 | 47   |                            |
| 20   | 라싱 산탄데르 (R) | 42   | 12 | 10 | 20 | 38 | 51 | −13 | 46   | 세군다 디비시온 B로 강등   |
| 21   | 우에스카 (R)      | 42   | 11 | 12 | 19 | 46 | 58 | −12 | 45   | 세군다 디비시온 B로 강등   |
| 22   | 헤레스 (R)        | 42   | 7  | 9  | 26 | 38 | 74 | −36 | 30   | 테르세라 디비시온으로 강등 |

1. 1 2  라스 팔마스 1–0 폰페라디나; 폰페라디나 0–1 라스 팔마스
2. 1 2  스포르팅 히혼 1–1 루고; 루고 1–2 스포르팅 히혼
3. 1 2  코르도바 0–2 레크레아티보; 레크레아티보 2–1 코르도바
4. 1 2  사바델 1–1 미란데스; 미란데스 2–0 사바델
5. 1 2  에르쿨레스 0–0 과달라하라; 과달라하라 0–2 에르쿨레스
6. ↑  스페인 프로축구연맹(LFP)는 과달라하라를 세군다 디비시온 B로 강등시켰다. 과달라하라는 이 결정에 항의했지만,[46] 스페인 프로축구연맹이 판결을 번복하지 않았고,[47] CEDD 또한 스페인 프로축구연맹의 판결을 인정하여 강등이 확정되었다.[48]
7. ↑  헤레스는 오랜 기간 지속되어 오던 재정난 끝에[49][50] 2013년 8월 1일에 테르세라 디비시온으로 강등되었다.[51]

### 순위 변동표
| 구단 ＼ 라운드 | 1  | 2  | 3  | 4  | 5  | 6  | 7  | 8  | 9  | 10 | 11 | 12 | 13 | 14 | 15 | 16 | 17 | 18 | 19 | 20 | 21 | 22 | 23 | 24 | 25 | 26 | 27 | 28 | 29 | 30 | 31 | 32 | 33 | 34 | 35 | 36 | 37 | 38 | 39 | 40 | 41 | 42 |
| -------------- | -- | -- | -- | -- | -- | -- | -- | -- | -- | -- | -- | -- | -- | -- | -- | -- | -- | -- | -- | -- | -- | -- | -- | -- | -- | -- | -- | -- | -- | -- | -- | -- | -- | -- | -- | -- | -- | -- | -- | -- | -- | -- |
| 엘체           | 1  | 1  | 1  | 1  | 1  | 1  | 1  | 1  | 1  | 1  | 1  | 1  | 1  | 1  | 1  | 1  | 1  | 1  | 1  | 1  | 1  | 1  | 1  | 1  | 1  | 1  | 1  | 1  | 1  | 1  | 1  | 1  | 1  | 1  | 1  | 1  | 1  | 1  | 1  | 1  | 1  | 1  |
| 비야레알       | 5  | 10 | 5  | 2  | 2  | 2  | 2  | 3  | 3  | 6  | 5  | 5  | 5  | 4  | 5  | 5  | 5  | 5  | 5  | 6  | 7  | 10 | 8  | 8  | 7  | 6  | 7  | 5  | 5  | 5  | 5  | 4  | 3  | 4  | 4  | 4  | 4  | 3  | 2  | 2  | 2  | 2  |
| 알메리아       | 4  | 2  | 2  | 3  | 3  | 3  | 4  | 2  | 2  | 2  | 2  | 2  | 3  | 3  | 2  | 2  | 2  | 3  | 4  | 4  | 3  | 2  | 2  | 2  | 2  | 2  | 2  | 2  | 2  | 3  | 4  | 3  | 2  | 5  | 5  | 5  | 5  | 4  | 3  | 3  | 3  | 3  |
| 지로나         | 11 | 3  | 3  | 4  | 4  | 6  | 5  | 4  | 4  | 5  | 4  | 3  | 2  | 2  | 3  | 4  | 3  | 2  | 2  | 3  | 2  | 3  | 3  | 3  | 4  | 4  | 3  | 4  | 4  | 4  | 3  | 5  | 4  | 2  | 2  | 3  | 2  | 2  | 4  | 4  | 4  | 4  |
| 알코르콘       | 9  | 16 | 11 | 6  | 5  | 7  | 7  | 9  | 6  | 4  | 3  | 4  | 4  | 5  | 4  | 3  | 4  | 4  | 3  | 2  | 4  | 4  | 4  | 4  | 3  | 3  | 4  | 3  | 3  | 2  | 2  | 2  | 5  | 3  | 3  | 2  | 3  | 5  | 5  | 5  | 5  | 5  |
| 라스 팔마스    | 6  | 8  | 10 | 16 | 18 | 19 | 18 | 19 | 20 | 19 | 17 | 15 | 12 | 12 | 8  | 8  | 7  | 9  | 7  | 8  | 6  | 6  | 7  | 7  | 8  | 7  | 9  | 8  | 7  | 6  | 6  | 6  | 6  | 6  | 6  | 6  | 6  | 6  | 6  | 7  | 6  | 6  |
| 폰페라디나     | 20 | 12 | 16 | 17 | 19 | 20 | 16 | 14 | 16 | 18 | 14 | 18 | 18 | 15 | 13 | 11 | 8  | 7  | 6  | 7  | 8  | 9  | 11 | 10 | 11 | 11 | 11 | 10 | 8  | 8  | 7  | 7  | 7  | 7  | 7  | 7  | 7  | 7  | 7  | 6  | 7  | 7  |
| 카스티야       | 16 | 12 | 15 | 11 | 12 | 11 | 13 | 11 | 7  | 9  | 10 | 12 | 13 | 13 | 15 | 15 | 14 | 15 | 16 | 17 | 16 | 16 | 16 | 14 | 13 | 14 | 13 | 15 | 15 | 15 | 15 | 15 | 15 | 14 | 10 | 11 | 10 | 12 | 10 | 10 | 8  | 8  |
| 바르셀로나 B   | 15 | 18 | 14 | 9  | 6  | 4  | 6  | 7  | 5  | 3  | 6  | 6  | 8  | 10 | 6  | 6  | 6  | 6  | 8  | 5  | 5  | 5  | 5  | 5  | 6  | 9  | 5  | 6  | 6  | 7  | 8  | 9  | 8  | 8  | 8  | 8  | 8  | 8  | 8  | 8  | 9  | 9  |
| 스포르팅 히혼  | 21 | 21 | 19 | 20 | 21 | 18 | 20 | 17 | 17 | 16 | 12 | 14 | 16 | 18 | 17 | 16 | 17 | 16 | 14 | 15 | 15 | 14 | 14 | 15 | 14 | 15 | 15 | 13 | 13 | 12 | 10 | 10 | 12 | 9  | 9  | 10 | 12 | 10 | 9  | 9  | 10 | 10 |
| 루고           | 6  | 7  | 8  | 10 | 13 | 15 | 14 | 16 | 12 | 13 | 16 | 13 | 14 | 16 | 16 | 17 | 16 | 13 | 12 | 13 | 11 | 12 | 10 | 12 | 12 | 13 | 12 | 14 | 14 | 13 | 12 | 11 | 10 | 11 | 13 | 12 | 13 | 13 | 16 | 14 | 11 | 11 |
| 누만시아       | 3  | 4  | 6  | 8  | 11 | 10 | 9  | 8  | 10 | 12 | 15 | 17 | 15 | 14 | 12 | 10 | 13 | 14 | 13 | 9  | 12 | 13 | 13 | 13 | 15 | 12 | 14 | 12 | 12 | 11 | 13 | 12 | 13 | 13 | 14 | 14 | 15 | 15 | 14 | 13 | 14 | 12 |
| 레크레아티보   | 22 | 14 | 12 | 7  | 10 | 8  | 10 | 10 | 11 | 8  | 7  | 7  | 6  | 7  | 9  | 13 | 12 | 11 | 10 | 10 | 13 | 11 | 12 | 11 | 9  | 8  | 10 | 11 | 11 | 14 | 14 | 13 | 14 | 15 | 15 | 13 | 14 | 14 | 17 | 12 | 13 | 13 |
| 코르도바       | 14 | 5  | 7  | 13 | 17 | 12 | 15 | 12 | 14 | 11 | 11 | 7  | 7  | 9  | 11 | 12 | 11 | 10 | 11 | 12 | 10 | 8  | 6  | 6  | 5  | 5  | 8  | 9  | 10 | 9  | 9  | 8  | 9  | 10 | 11 | 9  | 9  | 9  | 11 | 11 | 12 | 14 |
| 미란데스       | 18 | 20 | 13 | 15 | 15 | 17 | 19 | 20 | 21 | 21 | 21 | 20 | 20 | 20 | 20 | 20 | 22 | 19 | 19 | 20 | 20 | 19 | 18 | 16 | 17 | 19 | 19 | 18 | 18 | 18 | 18 | 18 | 19 | 17 | 18 | 18 | 18 | 18 | 18 | 18 | 18 | 15 |
| 사바델         | 12 | 15 | 18 | 12 | 8  | 5  | 3  | 6  | 9  | 10 | 9  | 11 | 9  | 6  | 7  | 7  | 9  | 8  | 9  | 11 | 9  | 7  | 9  | 9  | 10 | 10 | 6  | 7  | 9  | 10 | 11 | 14 | 11 | 12 | 12 | 15 | 11 | 11 | 12 | 15 | 15 | 16 |
| 에르쿨레스     | 19 | 19 | 22 | 18 | 20 | 21 | 21 | 21 | 19 | 20 | 20 | 21 | 22 | 21 | 22 | 22 | 21 | 22 | 22 | 22 | 22 | 21 | 21 | 20 | 20 | 20 | 21 | 21 | 21 | 21 | 20 | 19 | 20 | 19 | 17 | 17 | 17 | 16 | 13 | 16 | 16 | 17 |
| 과달라하라     | 10 | 17 | 21 | 22 | 22 | 22 | 22 | 22 | 22 | 22 | 22 | 22 | 21 | 22 | 21 | 21 | 18 | 18 | 18 | 18 | 17 | 17 | 17 | 18 | 16 | 16 | 17 | 17 | 16 | 16 | 16 | 16 | 16 | 16 | 16 | 16 | 16 | 17 | 15 | 17 | 17 | 18 |
| 무르시아       | 12 | 6  | 4  | 5  | 9  | 14 | 8  | 5  | 8  | 7  | 8  | 9  | 10 | 8  | 10 | 9  | 10 | 12 | 15 | 14 | 14 | 15 | 15 | 17 | 18 | 17 | 16 | 16 | 17 | 17 | 17 | 17 | 18 | 18 | 19 | 19 | 19 | 19 | 19 | 20 | 20 | 19 |
| 라싱 산탄데르  | 17 | 22 | 20 | 21 | 16 | 13 | 12 | 15 | 15 | 14 | 18 | 16 | 17 | 19 | 19 | 19 | 20 | 21 | 21 | 19 | 21 | 22 | 22 | 22 | 21 | 21 | 20 | 20 | 19 | 19 | 21 | 20 | 17 | 21 | 20 | 21 | 21 | 20 | 20 | 19 | 21 | 20 |
| 우에스카       | 8  | 9  | 9  | 14 | 7  | 9  | 11 | 13 | 13 | 15 | 19 | 19 | 19 | 17 | 18 | 18 | 19 | 20 | 20 | 21 | 19 | 20 | 19 | 19 | 19 | 18 | 18 | 19 | 20 | 20 | 19 | 21 | 21 | 20 | 21 | 20 | 20 | 21 | 21 | 21 | 19 | 21 |
| 헤레스         | 2  | 11 | 17 | 19 | 14 | 16 | 17 | 18 | 18 | 17 | 13 | 10 | 11 | 11 | 14 | 14 | 15 | 17 | 17 | 16 | 18 | 18 | 20 | 21 | 22 | 22 | 22 | 22 | 22 | 22 | 22 | 22 | 22 | 22 | 22 | 22 | 22 | 22 | 22 | 22 | 22 | 22 |

출처: LFP 리가 아델란테

## 승격 플레이오프전
승격 플레이오프전(스페인어: Promoción de ascenso)은 라 리가로 승격할 마지막 구단을 결정하기 위해 진행되었다. 3위에서 6위를 차지한 구단들(2군 제외)이 승격 플레이오프전에 참가했다. 5위 구단은 4위를, 6위 구단은 3위를 상대했다. 준플레이오프전 1차전은 2013년 6월 12일에 진행되었고, 높은 순위를 기록한 구단의 안방에서 2013년 6월 16일에 2차전이 진행되었다. 결선 플레이오프전도 2경기로 진행되었는데, 1차전은 2013년 6월 19일에, 2차전은 6월 23일에 진행되었고, 이 경우에도 순위가 더 높은 구단이 2차전을 안방에서 치렀다. 지로나와 알메리아가 결선 플레이오프전에서 맞대결을 펼쳤고, 알메리아가 승리하면서 2년 만에 라 리가 무대로 복귀하게 되었다. 알코르콘과 라스 팔마스는 준플레이오프전에서 탈락했다.

### 대진표
|  | 준플레이오프전 | 준플레이오프전 | 준플레이오프전 | 준플레이오프전 | 준플레이오프전 |   |   | 결선 플레이오프전 | 결선 플레이오프전 | 결선 플레이오프전 | 결선 플레이오프전 | 결선 플레이오프전 |
|  |                |                |                |                |                |   |   |                   |                   |                   |                   |                   |
|  | 5              | 알코르콘       | 1              | 1              | 2              |   |   |                   |                   |                   |                   |                   |
|  | 4              | 지로나         | 1              | 3              | 4              |   |   |                   |                   |                   |                   |                   |
|  |                |                |                |                |                |   | 4 | 지로나            | 0                 | 0                 | 0                 |                   |
|  |                | 3              | 알메리아       | 1              | 3              | 4 |   |                   |                   |                   |                   |                   |
|  | 6              | 라스 팔마스    | 1              | 1              | 2              |   |   |                   |                   |                   |                   |                   |
|  | 3              | 알메리아 (연)  | 1              | 2              | 3              |   |   |                   |                   |                   |                   |                   |

### 준플레이오프전
1차전
| 2013년 6월 12일 | 알코르콘     | 1 – 1  | 지로나       | 알코르콘                                                               |  |  |
| 20:00 CEST      | 미겔레스 63′ | 리포트 | 우르타도 10′ | 경기장: 산토 도밍고 관중 수: 5,000 심판: 호세 마리아 산체스 마르티네스 |  |  |
|                 |              |        |              |                                                                        |  |  |

| 2013년 6월 12일 | 라스 팔마스 | 1 – 1  | 알메리아 | 라스 팔마스 데 그란 카나리아                                                 |  |  |
| 21:00 WEST      | 비푸마 85′  | 리포트 | 비달 6′  | 경기장: 그란 카나리아 관중 수: 16,564 심판: 에두아르도 프리에토 이글레시아스 |  |  |
|                 |             |        |          |                                                                              |  |  |

2차전
| 2013년 6월 16일 | 알메리아                       | 2 – 1 (연) (합계 3 – 2) | 라스 팔마스    | 알메리아                                                                |  |  |
| 19:00 CEST      | 소리아노 60′ · 샤를리스 120+1′ | 리포트                  | 크리산투스 86′ | 경기장: 지중해 게임 경기장 관중 수: 11,065 심판: 페르난도 로페스 아세라 |  |  |
|                 |                                |                         |                |                                                                         |  |  |

| 2013년 6월 16일 | 지로나                       | 3 – 1 (합계 4 – 2) | 알코르콘 | 지로나                                                         |  |  |
| 21:00 CEST      | 아쿠냐 15′ · 후안루 37′, 80′ | 리포트             | 모라 86′ | 경기장: 몬틸리비 관중 수: 9,286 심판: 후안 마르티네스 무누에라 |  |  |
|                 |                              |                    |          |                                                                |  |  |

### 결선 플레이오프전
1차전
| 2013년 6월 19일 | 지로나 | 0 – 1  | 알메리아     | 지로나                                                                  |  |  |
| 20:00 CEST      |        | 리포트 | 샤를리스 51′ | 경기장: 몬틸리비 관중 수: 9,286 심판: 프란시스코 마누엘 아리아스 로페스 |  |  |
|                 |        |        |              |                                                                         |  |  |

2차전
| 2013년 6월 22일 | 알메리아                     | 3 – 0 (합계 4 – 0) | 지로나 | 알메리아                                                                |  |  |
| 20:00 CEST      | 비달 18′ · 샤를리스 53′, 71′ | 리포트             |        | 경기장: 지중해 게임 경기장 관중 수: 15,123 심판: 산티아고 하이메 라트레 |  |  |
|                 |                              |                    |        |                                                                         |  |  |

## 수상 및 통계

### 득점 집계
| 순위 | 이름                | 골 | 구단         |
| ---- | ------------------- | -- | ------------ |
| 1    | 샤를리스            | 27 | 알메리아     |
| 2    | 헤세                | 22 | 카스티야     |
| 3    | 유리                | 21 | 폰페라디나   |
| 4    | 제라르드 데울로페우 | 18 | 바르셀로나 B |
| 4    | 오리올 리에라       | 18 | 알코르콘     |
| 6    | 하비에르 포르티요   | 17 | 에르쿨레스   |
| 7    | 하비에르 아쿠냐     | 16 | 지로나       |
| 8    | 출리                | 15 | 레크레아티보 |
| 8    | 오스카르 디아스     | 15 | 루고         |
| 8    | 비톨로              | 15 | 라스 팔마스  |

### 트로페오 사모라
마르카는 최저 실점률을 기록한 골키퍼에게 트로페오 사모라를 수상했다.
| 순위 | 이름                | 실점 | 경기 | 실점률 | 구단       |
| ---- | ------------------- | ---- | ---- | ------ | ---------- |
| 1    | 마누                | 25   | 39   | 0.64   | 엘체       |
| 2    | 후안 카를로스       | 30   | 32   | 0.94   | 비야레알   |
| 3    | 로베르토 산타마리아 | 33   | 31   | 1.06   | 폰페라디나 |
| 4    | 요엘                | 36   | 33   | 1.09   | 루고       |
| 5    | 이스마엘 팔콘       | 43   | 37   | 1.16   | 에르쿨레스 |
| 6    | 에스테반            | 50   | 42   | 1.19   | 알메리아   |
| 7    | 이아고 에레린       | 41   | 34   | 1.21   | 누만시아   |
| 8    | 이냐키 고이티아     | 50   | 41   | 1.22   | 미란데스   |
| 9    | 다니 마요           | 49   | 39   | 1.26   | 지로나     |
| 10   | 알베르토            | 52   | 40   | 1.3    | 코르도바   |

### 페어플레이상
페어플레이상은 1999년을 기점으로 1시즌 동안 페어플레이를 가장 잘 준수한 구단에게 수여되었다. 순위 책정은 별도의 규정을 따른다. 그 중에 카드 갯수, 출장 정지, 관중의 태도, 외에 징계도 점수 산정에 고려된다. 이 제도의 시행은 페어플레이를 가장 잘 준수하는 구단을 선별하는 데에서 그치는 것이 아니라, 승점, 상대 전적, 득실차, 다득점 등의 모든 규정에서 동률일 경우 순위의 우열을 따지는 데에도 사용된다.
| 순위 | 구단          | 경기 | 점수 |
| ---- | ------------- | ---- | ---- |
| 1    | 바르셀로나 B  | 42   | 99   |
| 2    | 지로나        | 42   | 113  |
| 3    | 과달라하라    | 42   | 119  |
| 4    | 루고          | 42   | 121  |
| 5    | 미란데스      | 42   | 124  |
| 6    | 카스티야      | 42   | 127  |
| 7    | 라싱 산탄데르 | 42   | 130  |
| 8    | 엘체          | 42   | 131  |
| 9    | 코르도바      | 42   | 135  |
| 9    | 폰페라디나    | 42   | 135  |
| 11   | 알메리아      | 42   | 140  |
| 12   | 누만시아      | 42   | 147  |
| 13   | 에르쿨레스    | 42   | 156  |
| 14   | 비야레알      | 42   | 159  |
| 15   | 사바델        | 42   | 160  |
| 16   | 우에스카      | 42   | 163  |
| 17   | 라스 팔마스   | 42   | 166  |
| 18   | 레크레아티보  | 42   | 171  |
| 19   | 스포르팅 히혼 | 42   | 185  |
| 20   | 알코르콘      | 42   | 189  |
| 21   | 무르시아      | 42   | 194  |
| 22   | 헤레스        | 42   | 196  |

출처: 2012–13 시즌 페어플레이 순위

### 득점 통계
- 시즌 1호골: 장 마리 동구 (바르셀로나 B vs 알메리아, 2012년 8월 17일)
- 가장 이른 시간에 터진 득점: 17초 – 마요르 (폰페라디나 vs 사바델, 2013년 3월 17일)
- 가장 늦은 시간에 터진 득점: 90+5분
  - 에르네스토 갈란 (자책골, 사바델 vs 헤레스, 2013년 2월 24일)
  - 마누 트리게로스 (비야레알 vs 무르시아, 2013년 4월 14일)
- 최다 점수차 승리: 5골
  - 지로나 5–0 라스 팔마스 (2012년 9월 16일)
  - 카스티야 5–0 비야레알 (2013년 1월 19일)
  - 코르도바 5–0 무르시아 (2013년 1월 20일)
  - 비야레알 6–1 누만시아 (2013년 4월 7일)
  - 카스티야 6–1 미란데스 (2013년 4월 21일)
- 단일 경기 최다 득점: 9골, 바르셀로나 B 4–5 알메리아 (2012년 8월 17일)
- 시즌 1호 해트트릭: 제라르드 데울로페우 (바르셀로나 B vs 알메리아, 2012년 8월 17일)
- 단일 선수 단일 경기 최다 득점: 3골
  - 제라르드 데울로페우 (바르셀로나 B vs 알메리아, 2012년 8월 17일)
  - 아니발 수르도 (사바델 vs 알메리아, 2012년 9월 8일)
  - 오리올 리에라 (알코르콘 vs 라스 팔마스, 2012년 9월 8일)
  - 출리 (레크레아티보 vs 알코르콘, 2012년 10월 6일)
  - 비톨로 (라스 팔마스 vs 코르도바, 2012년 11월 24일)
  - 샤를리스 (알메리아 vs 라싱 산탄데르, 2012년 12월 2일)
  - 아이람 (루고 vs 헤레스, 2013년 3월 30일)
- 단일 구단 단일 경기 최다 득점: 6골
  - 비야레알 6–1 누만시아 (2013년 4월 7일)
  - 카스티야 6–1 미란데스 (2013년 4월 21일)
- 시즌 1호 자책골: 토마스 메히아스 (카스티야 vs 바르셀로나 B, 2012년 8월 25일)
- 단일 구단 45분 최다 득점: 5골 (카스티야 6–1 미란데스, 2013년 4월 21일)
- 패배 경기 최다 득점: 4골 (바르셀로나 B 4–5 알메리아, 2012년 8월 17일)

### 카드 통계
- 시즌 1호 경고: 샤를리스 (알메리아 vs 바르셀로나 B, 2012년 8월 17일)
- 시즌 1호 퇴장: 카를레스 플라나스 (바르셀로나 B vs 알메리아, 2012년 8월 17일)

### 관중 통계
| 순위 | 구단          | 합계      | 최고   | 최저  | 평균   | 변동 |
| ---- | ------------- | --------- | ------ | ----- | ------ | ---- |
| 1    | 스포르팅 히혼 | 333,483   | 19,951 | 8,187 | 15,880 |      |
| 2    | 엘체          | 297,125   | 33,318 | 6,793 | 14,856 |      |
| 3    | 라스 팔마스   | 253,356   | 23,985 | 8,102 | 12,065 |      |
| 4    | 비야레알      | 225,000   | 25,000 | 5,000 | 10,714 |      |
| 5    | 코르도바      | 200,790   | 18,375 | 5,314 | 9,561  |      |
| 6    | 라싱 산탄데르 | 189,607   | 14,995 | 5,671 | 9,029  |      |
| 7    | 알메리아      | 162,016   | 12,927 | 4,034 | 7,715  |      |
| 8    | 에르쿨레스    | 151,905   | 11,000 | 5,000 | 7,234  |      |
| 9    | 무르시아      | 144,519   | 13,882 | 5,000 | 7,226  |      |
| 10   | 폰페라디나    | 132,000   | 8,500  | 5,000 | 6,286  |      |
| 11   | 지로나        | 124,013   | 9,286  | 1,487 | 5,905  |      |
| 12   | 바르셀로나 B  | 107,456   | 13,826 | 977   | 5,117  |      |
| 13   | 레크레아티보  | 103,456   | 6,407  | 3,813 | 4,931  |      |
| 14   | 미란데스      | 98,353    | 5,500  | 2,721 | 4,683  |      |
| 15   | 헤레스        | 96,001    | 6,474  | 2,077 | 4,571  |      |
| 16   | 루고          | 79,100    | 6,000  | 2,500 | 3,955  |      |
| 17   | 우에스카      | 74,313    | 5,734  | 2,589 | 3,539  |      |
| 18   | 사바델        | 73,410    | 6,420  | 1,630 | 3,496  |      |
| 19   | 알코르콘      | 70,742    | 4,800  | 2,000 | 3,369  |      |
| 20   | 과달라하라    | 67,100    | 5,000  | 2,000 | 3,195  |      |
| 21   | 누만시아      | 62,673    | 3,853  | 2,033 | 2,984  |      |
| 22   | 카스티야      | 60,116    | 6,000  | 1,634 | 2,863  |      |
|      | 리그 합계     | 3,116,103 | 33,318 | 977   | 6,774  |      |

2013년 6월 19일 기준 
 출처: 스페인 프로축구연맹 및 스페인 언론사

## 같이 보기
- 라리가 2012-13
- 라리가 플레이오프전 2013
- 세군다 디비시온 B 2012-13
- 코파 델 레이 2012-13